# Rimadarmistus
Rimadarmistus is een geslacht van wantsen uit de familie van de Alydidae (Kromsprietwantsen). Het geslacht werd voor het eerst wetenschappelijk beschreven door Bliven in 1956 .

## Soorten
Het genus bevat de volgende soorten:

- Rimadarmistus deprecator Bliven, 1956
- Rimadarmistus messor Bliven, 1956